# Shivangi Joshi
Shivangi Joshi (née le 18 mai 1998) est une actrice indienne connue pour son travail à la télévision hindi. L'une des actrices de télévision les mieux payées en Inde Joshi est largement reconnue pour avoir incarné Naira Singhania Goenka dans Yeh Rishta Kya Kehlata Hai. Elle reçoit plusieurs distinctions, dont un ITA Awards et trois Gold Awards.
En 2022, elle reçoit le Garhwal Post Silver Jubilee Award par le gouverneur du Maharashtra, pour sa contribution à la télévision indienne.

## Filmographie

### Télévision
| Année     | Titre                                   | Rôle                          | Remarques   | Ref.   |
| --------- | --------------------------------------- | ----------------------------- | ----------- | ------ |
| 2013      | Khelti Hai Zindagi Aankh Micholi        | Trisha                        |             |        |
| 2013–2014 | Beintehaa                               | Aayat Haider Malik            |             | [ 5 ]  |
| 2015–2016 | Bégusarai                               | Poonam Kumari Thakur          |             | [ 6 ]  |
| 2016–2021 | Yeh Rishta Kya Kehlata Hai              | Naira Singhania Goenka        |             | [ 7 ]  |
| 2021      | Yeh Rishta Kya Kehlata Hai              | Sirat Shekhawat Goenka        |             | [ 8 ]  |
| 2021–2022 | Balika Vadhu 2                          | Anandi Bhujaaria Chaturvedi   |             | [ 9 ]  |
| 2022      | Facteur de peur : Khatron Ke Khiladi 12 | Concurrent                    | 12ème place | [ 10 ] |
| 2023–2024 | Barsatein – Mausam Pyaar Ka             | Aradhana « Aaru/Radhy » Sahni |             | [ 11 ] |